# Plistobunus
Genre
Plistobunus est un genre d'opilions laniatores de la famille des Epedanidae.

## Distribution
Les espèces de ce genre se rencontrent en Chine et en Thaïlande.

## Liste des espèces
Selon World Catalogue of Opiliones (28/06/2021) :
- Plistobunus columnarius Lian, Zhang & Zhang, 2011
- Plistobunus gracilipenis Gong, Kury & Zhang, 2021
- Plistobunus jaegeri Zhang & Martens, 2020
- Plistobunus rapax Pocock, 1903
- Plistobunus weiguang Gong, Kury & Zhang, 2021

## Publication originale
- Pocock, 1903 : « Fifteen new species and two new genera of tropical southern Opiliones. » Annals and Magazine of Natural History, sér. 7, vol. 11, p. 433–450 (texte intégral).